# Wacław Kruszka
Wacław Kruszka (ur. 2 marca 1868 w Sławomierzu, zm. 30 listopada 1937 w Milwaukee) – polski duchowny rzymskokatolicki, działacz emigracyjny i polonijny, autor dzieła opisującego dzieje Polonii w Ameryce Północnej.

## Życiorys
Urodził się na obszarze zaboru pruskiego. Był jednym z 13 dzieci swoich rodziców. Biorąc przykład z brata Szymona (był więziony w ramach akcji Kulturkampf), także postanowił zostać księdzem. W 1893 wyjechał do Stanów Zjednoczonych, gdzie przebywał drugi jego brat Michał (1860–1918), działacz polonijny, wydawca „Kuriera Polskiego” – pierwszego dziennika w języku polskim w USA.
Wstąpił do Seminarium im. św. Franciszka w Milwaukee, gdzie otrzymał święcenia prezbiteratu 16 czerwca 1895. Posługiwał jako duchowny i pracował jako nauczyciel. Został przeniesiony do parafii w Ripon w archidiecezji Milwaukee. Tam publikował w piśmie swojego brata. Jako proboszcz w Ripon zainteresował się bliżej dziejami i upamiętnieniem historii polskich emigrantów w Ameryce Północnej. Został autorem 13-tomowego dzieła pt. Historya Polska w Ameryce – początek, wzrost i rozwój dziejowy osad polskich w Północnej Ameryce, wydawanego w latach 1905–1908, opisującego dzieje Polonii w Stanach Zjednoczonych i w Kanadzie.
Później pełnił funkcję proboszcza parafii św. Wojciecha w Milwaukee.
Zmarł 30 listopada 1937. Został pochowany na cmentarzu św. Wojciecha w Milwaukee.

## Odznaczenia
- Srebrny Wawrzyn Akademicki (5 listopada 1935)[2].